# ويليام كوكس
ويليام كوكس هو محامي كندي، ولد في 13 مايو 1921 في سانت جون في كندا، وتوفي في 8 أكتوبر 2008 في هاليفاكس في كندا.